# Parlamentswahl in Australien 1993
- Labor: 80
- Unabh.: 2
- Liberals: 49
- Nationals: 16

Die Parlamentswahl in Australien 1993 fand am 13. März 1993 statt. Es war die Wahl zum 37. australischen Parlament. Von den beiden Parlamentskammern wurde das Repräsentantenhaus (Unterhaus) vollständig und der Senat (Oberhaus) teilweise neu gewählt.
Die regierende Labor Party hatte die Wahl klar gewonnen und konnte ihre absolute Mehrheit an Sitzen im Repräsentantenhaus sogar noch ausbauen. Wahlverlierer, obwohl ebenfalls mit Stimmenzuwächsen, war die oppositionelle Liberal Party. Die kleine Oppositionspartei Australian Democrats musste dagegen die größten Stimmenverluste hinnehmen.

## Vorgeschichte
Dies war die erste Wahl nach dem Ende der Rezession Ende der 80er/Anfang der 90er Jahre. Die oppositionelle Liberal Party wurde von John Hewson angeführt, einem ehemaligen Professor für Wirtschaftswissenschaften an der Universität von New South Wales, der 1990 die Nachfolge des Liberal-Vorsitzenden Andrew Peacock antrat. Im November 1991 veröffentlichte die Liberal Party ein 650-seitiges Strategiepapier namens Fightback!. Darin wird eine radikale Sammlung "trockener", wirtschaftsliberaler Maßnahmen aufgelistet, die sich vom bisher praktizierten keynesianischen Wirtschaftskonservatismus früherer Regierungen der Liberalen stark unterschied; darunter die Einführung einer Waren- und Dienstleistungssteuer, verschiedene Änderungen an Medicare, die Einführung einer neunmonatigen Begrenzung des Arbeitslosengeldes, eine Senkung der persönlichen Einkommenssteuer um 13 Milliarden Dollar für mittlere und obere Einkommensbezieher, Kürzungen der Staatsausgaben in Höhe von 10 Milliarden Dollar, die Abschaffung der staatlichen Lohnsummensteuer und die Privatisierung einer großen Anzahl staatlicher Unternehmen. Die 15-prozentige Waren- und Dienstleistungssteuer (GST) stellte das Kernstück des Dokuments dar.
Bis 1992 führte der Labor-Premierminister Paul Keating eine Kampagne gegen das Fightback-Paket und insbesondere gegen die GST (goods and services tax). Keating beschrieb die GST als einen Angriff auf die Arbeiterklasse, da sie die Steuerlast von der direkten Besteuerung der Wohlhabenden auf die indirekte Besteuerung als breit angelegte Verbrauchssteuer verlagerte. Der öffentliche Druck wuchs schlussendlich bis zu einem Punkt, an Hewson gezwungen war, Lebensmittel von der geplanten GST auszunehmen. Die von Hewson angekündigten Ausnahmen führten jedoch zu Fragen bezüglich der Komplexität, welche Lebensmittel genau von der GST ausgenommen werden sollten und welche nicht. Hewsons Schwierigkeiten, dies den Wählern zu erklären, wurden in einem Interview deutlich, das als birthday cake interview bekannt wurde, das von einigen als Wendepunkt im Wahlkampf angesehen wird. Oppositionsführer John Hewson war nicht in der Lage, dem Reporter Mike Willesee klar zu erklären, ob ein Geburtstagskuchen unter seinen vorgeschlagenen Steuerreformen mehr oder weniger kosten würde. Keating gewann bei den Wahlen 1993 eine rekordverdächtige fünfte Amtszeit der Labour Party in Folge und war 13 Jahre lang an der Regierung – ein politischer Erfolg, wie ihn die Labour Party auf Bundesebene noch nie erlebt hatte. Einige der Vorschläge wurden später in irgendeiner Form in das Gesetz aufgenommen, zu einem kleinen Teil während der Keating-Labor-Regierung und zu einem größeren Teil während der liberalen Regierung von John Howard (am bekanntesten ist die GST), während beispielsweise die Arbeitslosenunterstützung eine Zeit lang von der liberalen Regierung von Tony Abbott neu ausgerichtet wurde.
Die Newspoll-Umfrage am Wahlabend ergab für die Liberal/Nationale Koalition 50,5 Prozent der Stimmen, wobei Paul Keatings persönliche Werte deutlich negativ waren.
Zum ersten Mal seit der Wahl von 1966 hatte eine amtierende Regierung ihre Zwei-Parteien-Vorzugsstimmen erhöht.
Bei der Teilung der electoral division Dickson kam es zu einer ungewöhnlichen Konstellation. Einer der Kandidaten, ein Unabhängiger, starb sehr kurz vor der Wahl, so dass eine Ergänzungswahl am 17. April notwendig wurde. Nach der Rückkehr der Labor Party an die Regierung kündigte Keating die Zusammensetzung des zweiten Keating-Ministeriums an, das am 24. März vereidigt werden sollte, hielt aber das Amt des Generalstaatsanwalts von Australien für Michael Lavarch offen, sofern dieser am 17. April Dickson gewinnen würde. Er gewann den Sitz und wurde am 27. April in das Ministerium berufen.

## Wahlergebnisse

### Repräsentantenhaus
| Partei                        | Partei                            | Stimmen    | Stimmen | Stimmen | Sitze  | Sitze |
| Partei                        | Partei                            | Anzahl     | %       | +/−     | Anzahl | +/−   |
| ----------------------------- | --------------------------------- | ---------- | ------- | ------- | ------ | ----- |
|                               | Australian Labor Party (ALP)      | 4.751.390  | 44,92   | +5,48   | 80     | +2    |
|                               | Liberal Party of Australia (LPA)  | 3.888.579  | 36,77   | +2,01   | 49     | −6    |
|                               | National Party of Australia (NPA) | 758.036    | 7,17    | −1,25   | 16     | +2    |
|                               | Australian Democrats (AD)         | 397.060    | 3,75    | −7,51   | —      | —     |
|                               | Unabhängige                       | 328.084    | 3,10    | +0,55   | 2      | +1    |
|                               | Australian Greens                 | 196.702    | 1,86    | +1,86   | —      | —     |
|                               | Country Liberal Party (CLP)       | 35.207     | 0,33    | +0,05   | —      | —     |
|                               | Sonstige                          | 221.721    | 2,10    | —       | —      | —     |
|                               | gesamt                            | 10.576.779 | 100,00  |         | 147    |       |
| Wahlberechtigte               | Wahlberechtigte                   | 11.384.638 |         |         |        |       |
| Wahlbeteiligung (Wahlpflicht) | Wahlbeteiligung (Wahlpflicht)     | 95,75 %    |         |         |        |       |
| abgegebene Stimmen            | abgegebene Stimmen                | 10.900.861 |         |         |        |       |
| ungültige Stimmen             | ungültige Stimmen                 | 324.082    |         |         |        |       |
| Quelle:                       |                                   |            |         |         |        |       |

### Senat
Neu gewählt wurden 40 der 76 Sitze.
| Partei                        | Partei                            | Stimmen    | Stimmen | Stimmen | Sitze    | Sitze  | Sitze |
| Partei                        | Partei                            | Anzahl     | %       | +/−     | Gewonnen | Gesamt | +/−   |
| ----------------------------- | --------------------------------- | ---------- | ------- | ------- | -------- | ------ | ----- |
|                               | Australian Labor Party (ALP)      | 4.643.871  | 43,50   | +5,10   | 17       | 30     | −2    |
|                               | Liberal/National (Joint Ticket)   | 2.605.157  | 24,40   | −0,06   | 6        |        |       |
|                               | Liberal Party of Australia (LPA)  | 1.664.204  | 15,59   | +1,03   | 11       | 29     | +1    |
|                               | Australian Democrats (AD)         | 566.944    | 5,31    | −7,32   | 2        | 7      | −1    |
|                               | National Party of Australia (NPA) | 290.382    | 2,72    | +0,12   | 1        | 6      | +1    |
|                               | Country Liberal Party (CLP)       | 35.405     | 0,33    | +0,04   | 1        | 1      | —     |
|                               | Sonstige                          | 868.842    | 8,15    | —       | 2        | 3      | —     |
|                               | gesamt                            | 10.674.805 | 100,00  |         | 40       | 76     |       |
| Wahlberechtigte               | Wahlberechtigte                   | 11.384.638 |         |         |          |        |       |
| Wahlbeteiligung (Wahlpflicht) | Wahlbeteiligung (Wahlpflicht)     | 96,22 %    |         |         |          |        |       |
| abgegebene Stimmen            | abgegebene Stimmen                | 10.954.258 |         |         |          |        |       |
| ungültige Stimmen             | ungültige Stimmen                 | 279.453    |         |         |          |        |       |
| Quelle:                       |                                   |            |         |         |          |        |       |

## Nach der Wahl
Keating hatte eine Steuersenkung versprochen, konnte dieses Versprechen aber nicht halten und wurde drei Jahre später bei den australischen Parlamentswahlen 1996 von der Liberal/Nationalen Koalition unter John Howard besiegt. John Howard wurde später der am zweitlängsten amtierende Premierminister Australiens
Im Jahr 2019 wurde Hewson mit den folgenden Worten zitiert:

“In 1993 and 2004, the governments of the day took away the wrong lesson...It was 'we’re invincible!' But the real lesson was 'actually, the people wanted to vote for the opposition, but the opposition scared them off'.”

„Aus den Jahren 1993 und 2004 haben die damaligen Regierungen die falsche Erkenntnis mitgenommen... Sie lautete 'Wir sind unbesiegbar!' Aber die wirkliche Lehre war 'eigentlich wollten die Leute die Opposition wählen, doch die Opposition hat sie abgeschreckt'.“